# Liste der Baudenkmale in St Bathans
Die Liste der Baudenkmale in St Bathans umfasst alle vom New Zealand Historic Places Trust (NZHPT) als „Historic Place“ oder „Historic Area“ eingestuften Baudenkmale und Flächendenkmale der neuseeländischen Ortschaft Saint Bathans. Die Angaben stammen aus dem Register des NZHPT. Die Bezeichnungen der Baudenkmale orientieren sich an diesem Register. In die Liste werden auch bekannte Wahi Tapu (Area), kulturell und religiös bedeutsame Stätten und Gebiete der Māori, aufgenommen. Sie werden jedoch meist nicht publiziert.

| Bild           | Bezeichnung                                      | Ort        | Anschrift                   | Beschreibung                                            | Bauzeit                                 | Eintrag         | Nummer | Kat. |
| -------------- | ------------------------------------------------ | ---------- | --------------------------- | ------------------------------------------------------- | --------------------------------------- | --------------- | ------ | ---- |
| weitere Bilder | Church of St Alban the Martyr                    | St Bathans | St Bathans Downs Road Karte | Kirche                                                  | 1882                                    | 30. März 2007   | 2252   | 1    |
| weitere Bilder | Bank of New South Wales Gold Office              | St Bathans | Loop Road Karte             | ehemalige Goldaufkaufstelle der Bank of New South Wales | 1870–1880 (ca.)                         | 2. April 2004   | 0331   | 1    |
| weitere Bilder | Vulcan Hotel                                     | St Bathans | 1670 Loop Road Karte        | Hotel                                                   | 1868                                    | 20. August 2010 | 2259   | 1    |
| weitere Bilder | Post Office                                      | St Bathans | 1680 Loop Road Karte        | Postamt, ehemaliges                                     | 1909                                    | 22. Juni 2007   | 2254   | 2    |
| weitere Bilder | Vulcan Hotel Billiards Room and Stables (Former) | St Bathans | 1663 Loop Road Karte        | Billardraum und Stall eines Hotels                      | 1874                                    | 22. Juni 2007   | 2255   | 2    |
| weitere Bilder | St Bathans Public Hall                           | St Bathans | 1672 Loop Road Karte        | Gemeindesaal                                            | 1892–1894                               | 22. Juni 2007   | 2256   | 2    |
| BW             | St Bathans' School Ruins                         | St Bathans | Cross Street Karte          | Schule, Ruine                                           | 1875                                    | 23. Juni 2011   | 3208   | 2    |
| BW             | St Patrick’s Church and Cemetery (Catholic)      | St Bathans | Cross Street Karte          | Kirche, katholische und Friedhof                        | 1892; Nutzung als Friedhof seit 1860ern | 27. Juni 2008   | 3210   | 2    |